# أداد كبير الرأس
الأداد كبير الرأس أو الكرلينة كبيرة الرأس أو الثُغام كبير الرأس أو الأشخيص كبير الرأس (باللاتينية: Carlina kurdica) نوع نباتي ينتمي إلى جنس الأداد من الفصيلة النجمية.

## الموئل والانتشار
موطنه كرواتيا وإيطاليا وسردينيا وكورسيكا.